# James Earl Ray
James Earl Ray (Alton, Illinois, Estados Unidos, 10 de marzo de 1928-Nashville, Tennessee, 23 de abril de 1998) fue un criminal estadounidense, declarado culpable del asesinato de Martin Luther King, Jr, ocurrido el 4 de abril de 1968.

## Biografía
James Earl Ray nació el 10 de marzo de 1928 en Alton, Illinois, en una familia marcada por la pobreza, el caos y la inestabilidad. Fue el mayor de los nueve hijos de George y Lucille Ray, quienes luchaban por sobrevivir en un entorno difícil. Su padre, George Ray, tenía un historial delictivo y problemas con la ley, lo que influyó negativamente en el ambiente familiar. La familia se mudaba con frecuencia, buscando mejores oportunidades, aunque esto solo aumentó la inestabilidad en la vida de James. Esta falta de estabilidad y el entorno problemático contribuyeron a que Ray desarrollara un carácter problemático desde una edad temprana.
Ray abandonó la escuela cuando tenía alrededor de 15 años, sin haber completado su educación secundaria. Su falta de educación formal y su difícil entorno familiar lo llevaron a una vida de delincuencia desde muy joven. Sus primeros delitos fueron menores, como el hurto en tiendas y pequeños robos, pero rápidamente comenzó a involucrarse en crímenes más graves. En 1949, a la edad de 21 años, fue arrestado por robo a mano armada en California y condenado a prisión en Illinois. Este fue el primero de varios periodos de encarcelamiento que marcarían su vida.
Después de su liberación, Ray trató de establecerse en la vida civil, pero sus intentos fueron infructuosos. Trabajó en empleos de bajo salario y no cualificados, como lavaplatos, limpiador y obrero. Incapaz de mantener un empleo estable, Ray pronto volvió a la delincuencia. En 1952, fue arrestado por pasar cheques falsos, y en 1955 fue arrestado nuevamente por intento de robo a mano armada. Durante este tiempo, su vida fue un ciclo de pequeños delitos, arrestos y breves periodos de libertad, lo que lo sumió aún más en la desesperación y el resentimiento.
En 1959, James Earl Ray fue condenado a 20 años de prisión por un robo a mano armada en Misuri, tras ser capturado mientras intentaba huir de un robo fallido. Fue encarcelado en la Penitenciaría Estatal de Misuri, donde pasó varios años reflexionando sobre su vida. Durante este tiempo, Ray comenzó a desarrollar ideas racistas y extremistas, influenciado por la literatura supremacista blanca que leía en prisión. Se obsesionó con la política y, en particular, con los movimientos de derechos civiles que ganaban fuerza en la década de 1960. Su odio hacia Martin Luther King Jr. creció durante estos años, viéndolo como una amenaza para el «orden» que él deseaba preservar.
El 23 de abril de 1967, Ray logró escapar de la prisión de Misuri de manera ingeniosa y audaz. Se escondió en un camión de pan que salía del recinto, aprovechando un momento de distracción de los guardias. Una vez fuera, Ray adoptó una nueva identidad y comenzó a moverse por todo el país, cambiando de nombre y apariencia constantemente para evitar ser capturado. Durante su fuga, vivió en diferentes estados y pasó tiempo en México, donde trabajó en diversos empleos mientras continuaba ocultándose de las autoridades.
A lo largo de su vida como fugitivo, Ray fue construyendo una narrativa personal de odio y resentimiento, alimentada por su creencia en teorías conspirativas y su odio hacia los movimientos de derechos civiles. Se convenció de que eliminar a Martin Luther King Jr. podría detener el avance de los derechos civiles en los Estados Unidos. Esta idea lo llevó de vuelta a los Estados Unidos, donde comenzó a planear el asesinato de King con una frialdad calculada.
El 4 de abril de 1968, James Earl Ray llegó a Memphis, Tennessee, donde Martin Luther King Jr. estaba liderando una manifestación en apoyo a los trabajadores de saneamiento en huelga. King se hospedaba en el motel Lorraine, un lugar modesto que se había convertido en un centro de actividad para los líderes de derechos civiles. Ray, que había estado siguiendo a King y planeando su asesinato durante semanas, alquiló una habitación en una pensión cercana, desde la cual tenía una vista directa al balcón del motel Lorraine.
Ray había comprado un rifle Remington 760 de alto poder en una tienda de empeños, utilizando un nombre falso, y había modificado el arma para aumentar su precisión. Esa tarde, Ray esperó pacientemente en el baño de su habitación, con la ventana entreabierta y el rifle apuntando hacia el balcón. Cuando Martin Luther King Jr. salió al balcón, Ray disparó una sola bala que impactó a King en la mandíbula, atravesando su cuello y causándole heridas fatales. King fue trasladado de inmediato al hospital, pero fue declarado muerto poco después.
El asesinato de Martin Luther King Jr. provocó una oleada de indignación y violencia en todo el país. Más de 100 ciudades experimentaron disturbios, incendios y enfrentamientos con la policía en los días posteriores al asesinato, mientras los líderes de derechos civiles y políticos llamaban a la calma y a la justicia. El país estaba conmocionado, y la presión para capturar al asesino de King fue inmensa.
Después del asesinato, Ray huyó rápidamente de Memphis, conduciendo hacia el norte en un Mustang blanco que había comprado anteriormente. Durante las siguientes semanas, se movió por varios estados y finalmente cruzó la frontera hacia Canadá, donde intentó viajar a Europa con la esperanza de llegar a Rhodesia, un país africano que en ese momento estaba bajo un gobierno de minoría blanca y que Ray creía que lo acogería debido a sus puntos de vista racistas.
Sin embargo, Ray no pudo escapar por mucho tiempo. El 8 de junio de 1968, dos meses después del asesinato, fue capturado en el aeropuerto de Heathrow en Londres mientras intentaba abordar un vuelo hacia Bruselas con un pasaporte canadiense falso. Las autoridades británicas lo arrestaron inmediatamente y lo extraditaron a los Estados Unidos para enfrentar cargos por el asesinato de Martin Luther King Jr.
En marzo de 1969, James Earl Ray se declaró culpable del asesinato de King, en un intento por evitar la pena de muerte. Fue condenado a 99 años de prisión sin posibilidad de libertad condicional. Sin embargo, poco después de su condena, Ray comenzó a retractarse de su confesión, afirmando que había sido parte de una conspiración más grande y que había sido manipulado para cometer el asesinato. Estas afirmaciones alimentaron una serie de teorías de conspiración que persisten hasta el día de hoy, aunque nunca se presentaron pruebas concluyentes que respalden la versión de Ray.
Durante su tiempo en prisión, Ray continuó luchando por su libertad, presentando numerosas apelaciones y afirmando su inocencia en entrevistas y libros. Sin embargo, todas sus apelaciones fueron rechazadas, y Ray pasó el resto de su vida en la prisión estatal de Tennessee. En 1977, logró escapar brevemente de la prisión junto con otros seis reclusos, pero fue capturado tres días después y devuelto a su celda.
James Earl Ray murió en prisión el 23 de abril de 1998 a la edad de 70 años, debido a complicaciones de una enfermedad hepática crónica. Aunque Ray pasó gran parte de su vida tratando de reescribir su papel en la historia, sigue siendo recordado como el hombre que asesinó a uno de los líderes más influyentes del movimiento por los derechos civiles en Estados Unidos. Su vida es un testimonio de cómo el odio, la violencia y la desesperación pueden llevar a actos de maldad que resuenan a lo largo de la historia.

## Asesinato de Martin Luther King Jr.
Empleó una ventana de baño frente al balcón del motel donde Martin Luther King se encontraba  para dispararle. Por las huellas en la escena del crimen y el arma abandonada con sus huellas dactilares se determinó su culpabilidad. Aunque después de juicio y condena pasó la vida tratando de exculparse del asesinato.
Ray fue arrestado en Londres el 8 de junio de 1968 por el asesinato de King jr el 4 de abril de 1968, y se declaró culpable en Memphis, Tennessee el 10 de marzo de 1969.
En los dos meses entre el asesinato de Martin Luther King y su captura viajó por diferentes países entre Canadá, Portugal, Sudáfrica. Fue capturado en el aeropuerto Heathrow de Londres empleando un pasaporte canadiense falso, cuando se encontraba en camino a Rodesia (entonces practicaba la segregación racial). El FBI determinó que en ese tiempo Ray gastó más de diez mil dólares en viajes.
Se le condenó a  pena de muerte, 
Se retractó de su confesión durante los tres días posteriores a su condena, y afirmaba que una persona con el alias 'Raoul' estaba implicada, como su hermano Johnny, pero no él mismo. 
En una entrevista concedida a la revista Playboy a inicios de 1970 aceptó someterse a un examen de detector de mentiras; la revista publicó junto con la entrevista el resultado del examen, el cual fue positivo, aunque carecía de valor legal.

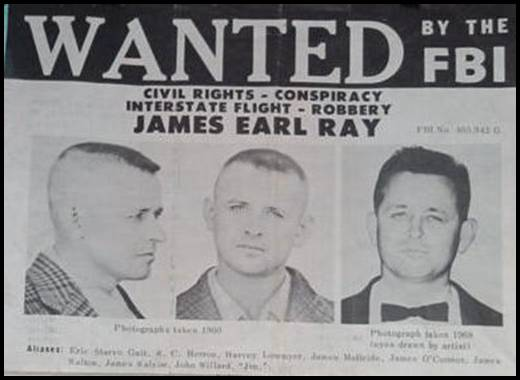
Foto de la lista de los más buscados por FBI.

Ray y otros seis convictos se escaparon de la prisión Estatal Brushy Mountain en Petros, Tennessee, el 10 de junio de 1977, poco después de que Ray testificase que no había disparado a King en la House Select Committee on Assassinations, pero fue encarcelado nuevamente el 13 de junio y devuelto a prisión. Por dicho intento de evasión se le aumentó la condena, alcanzando los 100 años.
Ray murió a causa de complicaciones relacionadas con una enfermedad renal, provocada por la hepatitis C. La hepatitis C la contrajo probablemente como resultado de una transfusión de sangre, tras recibir una puñalada mientras se encontraba en la Prisión Estatal de Mountain Brushy.
En 1997, Dexter King, hijo de Martin Luther King, se encontró con Ray, y públicamente le dio apoyo para conseguir un juicio justo. Loyd Jowers, el propietario de Jim's Grill (el restaurante donde MLK fue asesinado) fue llevado a un tribunal civil procesado como parte de una conspiración para asesinar a Martin Luther King. Jowers se declaró culpable, y a la familia de King se le otorgó cien dólares como retribución, señal que demostraba que no estaban allí por razones económicas. El Dr. William Pepper luchó como abogado de James Earl Ray hasta su muerte, y entonces continuó en beneficio de la familia King. La familia de King no cree que Ray tuviera algo que ver con el asesinato de Martin Luther King.